# هوارد ر. وود
هوارد ر. وود (بالإنجليزية: Howard R. Wood)‏ هو سياسي أمريكي، ولد في 1887، وتوفي في 1958. حزبياً، نشط في الحزب الجمهوري. وقد انتخب عضو مجلس نواب داكوتا الشمالية وانتخب نائب حاكم شمال داكوتا ‏.